# Angelo Cerica
Angelo Cerica, italijanski general, * 30. september 1885, † 1961.
Med 23. julijem in 11. septembrom 1943 je bil poveljujoči general Korpusa karabinjerjev.